# Wilson Segura
Wilson Segura (* Bogotá, Colombia; 4 de marzo de 1976) es un exfutbolista colombiano. Jugaba de delantero actualmente es entrenador del Club Deportivo Formativo El Volante de la Segunda Categoría de Ecuador. Actualmente es entrenador del Club Deportivo Academia Crithopher Moreno de la ciudad de Buenaventura (Colombia)

## Clubes

### Como jugador
| Club                    | País      | Temporada |
| ----------------------- | --------- | --------- |
| Deportivo Cali          | Colombia  | 1999-2001 |
| Real Cartagena          | Colombia  | 2001      |
| Millonarios             | Colombia  | 2002      |
| Deportes Quindío        | Colombia  | 2003      |
| Centauros Villavicencio | Colombia  | 2003      |
| Liga de Loja            | Ecuador   | 2004-2005 |
| Aucas                   | Ecuador   | 2006      |
| Emelec                  | Ecuador   | 2007      |
| Estudiantes de Mérida   | Venezuela | 2008      |
| Centauros Villavicencio | Colombia  | 2009      |

### Como entrenador
| Club       | País    | Temporada |
| ---------- | ------- | --------- |
| Italia     | Ecuador | 2014      |
| El Volante | Ecuador | 2015      |

## Palmarés

### Ascensos
| Logro             | Club         | País    | Año  |
| ----------------- | ------------ | ------- | ---- |
| Ascenso a Serie A | Liga de Loja | Ecuador | 2004 |

### Distinciones individuales
| Distinción                    | Año  | Goles |
| ----------------------------- | ---- | ----- |
| Máximo Goleador de la Serie A | 2005 | 21    |